# Dance Nation
Dance Nation ist ein niederländisches Dance-Projekt, das 2001 vom Noculan Music Production Team ins Leben gerufen wurde. 

## Wirken
Einige Songs der Band wurden ab 2004 unter dem Namen Double Nation, in Japan auch unter dem Namen Sean & Kim veröffentlicht. Inzwischen heißt das Projekt wieder wie ursprünglich Dance Nation. 
Am Anfang verkörperten die Zwillinge Leon und Marco (* 1980) Dance Nation. Im Sommer 2001 erschien der erste Song Sunshine, stieg gleich in die Top 20 der deutschen Charts ein und war einer der Sommerhits 2001.
Im Dezember 2001 trennte sich das Produzenten-Team von Leon und Marco. Stattdessen wurden Sean (* 1979) und Kim (* 1984) die Gesichter von Dance Nation. 2002 schaffte es der Hit Dance! bis an die Spitze der Deutschen Dance Charts und die Top 50 der Media Control Charts. Die dritte Single Words wurde im Oktober 2002 veröffentlicht. Nach einer kleinen Pause meldeten sich Dance Nation im Sommer 2008 wieder zurück und veröffentlichten eine neue Version ihrer ersten Single „Sunshine“, die 2009 auch in Deutschland als „Dance Nation vs. Shaun Baker“ erschien. Zur selben Zeit veröffentlichten sie in Japan ihr drittes Album „Around the World“ unter dem Interpretennamen „Sean & Kim“. 

## Singles
- Dance Nation - Sunshine  (7/2001)
- Dance Nation - Dance!  (6/2002)
- Dance Nation - Words  (10/2002)
- Dance Nation - You Take Me Away (5/2003)
- Lovestern Galaktika meets Dance Nation - My First Love (2003)
- Double Nation - I'm Gonna Get You  (5/2004)
- Dance Nation - Move Your Love  (9/2005)
- Dance Nation - Ridin' High (2006)
- Dance Nation - Sunshine 2008 (7/2008)
- Dance Nation versus Shaun Baker - Sunshine 2009 (2/2009)
- Dance Nation - Great Divide (2010)
- Dance Nation - Surround Me (11/2010)